# 古注
古注（こちゅう）とは、古い時代に成立したかまたは内容が現在から見て古い注釈または注釈書を指す専門用語。古注釈（こちゅうしゃく）ともいう。

## 概要
中国の代表的な古典作品、例えば『論語』などの中に研究者が「古注」と称する一群の書籍群があり、研究史上で画期となる特定の注釈書以降の一群の書籍群を専門分野の研究者が「新注」と呼んで対比する。
同様に、日本の代表的な古典作品では『伊勢物語』、『古今和歌集』、『源氏物語』などで、専門分野の研究者が「古注」と称する一群の書籍群があり、研究史上で画期となる特定の注釈書以降の一群の書籍群を「新注」と呼んで対比する。
注釈（注釈書）の中でどのような時代の注釈まで（またはどのような内容を持つ注釈まで）を「古注」と呼ぶかはそれぞれの注釈の分野において概ね決まっており、漠然と「古い時代の注釈」を指すものではなく、研究史上で画期となる特定の注釈書以降の一群の書籍群を「新注」（これも漠然と「新しい時代の注釈」を指すものではない。）と呼んで対比する。
古注（と新注）が存在する分野としては、たとえば儒教の文献や日本の古典作品がある。
古注は、多くの場合近代的な学問が支持するような科学的な正当性よりも、説の成立の時期が古いことや説を立てた者の権威に正当性を求めたり（しかもこれらが虚偽の仮託であることもしばしばある）、『源氏物語のおこり』などに見られるようにある物やある事柄が出来たのは神仏の働きによるものであると説明するなど仏教説話などと結びついた神秘的な説明を行っていることがしばしばある。

## 漢籍における古注
儒教において最も重視された古典群である「経書」に対し、学者が注釈を付したものを「注」と呼ぶ。このうち、漢から魏・晋の時代に作られ、『五経正義』や『十三経注疏』に採用されたものを「古注」と呼び、南宋の朱子学の立場から解釈されたものを「新注」と呼ぶ。ともに官学であり、科挙の試験科目として採用されたため、中国の士大夫層は基本的には注、そして疏を通して経書を受容することとなった。
| 書名 | 古注                     | 新注                     |
| ---- | ------------------------ | ------------------------ |
| 易   | 王弼注・韓康伯注         | 『周易本義』（朱熹）     |
| 書   | 偽孔安国伝               | 『書集伝』（蔡沈）       |
| 詩   | 毛亨・毛萇伝、鄭玄箋     | 『詩集伝』（朱熹）       |
| 礼記 | 鄭玄注                   | ー                       |
| 春秋 | 『春秋左伝集解』（杜預） | 『春秋胡氏伝』（胡安国） |
| 論語 | 『論語集解』（何晏ら）   | 論語集注（朱熹）         |
| 大学 | （『礼記』の一篇）       | 大学章句（朱熹）         |
| 中庸 | （『礼記』の一篇）       | 中庸章句（朱熹）         |
| 孟子 | 孟子注（趙岐）           | 孟子集注（朱熹）         |

なお、『礼記』に対する直接の新注は作られていないが、朱子の礼解釈は『儀礼経伝通解』に整理されている。
漢籍における「古注」は主に漢代から唐代にかけて、経書の訓詁（経典・古典の文字に注疏を加えながら解釈する学問態度）を中心とした注釈を指し、特に経学で宋学の朱熹が哲学的立場から施した「新注」と対比される。

## 日本の古典作品における古注
- 日本でつくられた『伊勢物語』、『古今集』、『源氏物語』など古典作品の注釈では、「古注」は国学勃興以前につくられた注釈（主に江戸時代前期までに成立したもの）を指す。歌学者・連歌師・公家などが中心となって師説を相伝し、伝来の系統（血脈）を重視すること、基本的に相伝者以外には公開されないこと、現代の観点からすると間々荒唐無稽の解釈が見られること（特に鎌倉時代から室町時代前期の注釈に多い）がその特徴である。近代以降の注釈と対比する場合、古注・新注を総称して「古注釈」と言う。

### 『源氏物語』における古注釈

#### 時代区分
『源氏物語』の注釈書としては、普通「古注釈」と「古注」とを区別する。「古注釈」または「古注釈書」とはより広い範囲を指し、江戸時代までの注釈すなわち近代に西洋の学問が導入される以前の注釈全体を言う。
「古注」の語にも更に広義から狭義まで幾つかの使われ方がある。先に表を示す。
| 最広義の古注（=古注釈） | 広義の古注 | 狭義の古注 | 『源氏釈』（平安末）から『河海抄』（室町初期）まで             |
| 最広義の古注（=古注釈） | 広義の古注 | 旧注       | 『花鳥余情』（室町中期）から『湖月抄』（江戸初期）まで         |
| 最広義の古注（=古注釈） | 新注       | 新注       | 『紫家七論』（江戸中期）から『源氏物語評釈』（江戸末まで）まで |

「古注」の語は、広義には『湖月抄』までの国学の影響を受ける以前に成立した注釈を指すが、通常はより狭く、『源氏物語』の注釈の始まりとされる藤原伊行により平安時代末期の成立した『源氏釈』から四辻善成によって室町時代初期に成立した『河海抄』までの注釈をいい、広義の「古注」のうちそれ以後の『花鳥余情』から『湖月抄』までの注釈は「旧注」と呼ばれることが多い。国学の成立以後幕末までの注釈を「新注」という。
重松信弘は『源氏物語』の研究史について狭義の古注の時代を「第1期」、旧注の時代を「第2期」、新注の時代を「第3期」、明治時代以降の近代的な注釈の時代を「第4期」という形で整理している。
年立や系図についてもおおむねこの三区分に対応する以下のような区分が存在すると考えられている。
|      | 年立                     | 系図                           |
| 古注 | 明確な年立が存在しない   | 古系図                         |
| 旧注 | 旧年立（一条兼良による） | 三条西実隆による系図（実隆本） |
| 新注 | 新年立（本居宣長による） | 『すみれ草』の系図             |

#### 古注の特徴
以下、本記事では上述の最狭義での「古注」を使う。つまり、『河海抄』までの注釈書である。
古注は、より後の注釈と比較して以下のような特徴を持つ。
- 『源氏釈』、『奥入』、『水原抄』などこの時期の主要な注釈は、写本に書き加えられた注釈（またはもともとはそうであったものを注釈だけを切り出して一冊に仕立てたもの）であること
- 旧注や新注と比べて全体的に簡単な注釈であること。
- 語釈に重きを置いていること。さらに言葉の注釈については語源に重きを置いており、一つの言葉は常にただ一つの典拠を持っているとしている。そのことから源氏物語の中でいくつかの個所で同じ言葉が使われているときはその全ては同じ意味で使われているとされていること。（この点は、旧注の最初とされる、一条兼良の『花鳥余情』において「同じ一つの言葉でも使われる場所によって異なる意味で使われることもある。」として批判され否定された。）
- 全体的に河内方の注釈書が優勢であること。初期の注釈書である『源氏釈』、『奥入』以後は『水原抄』、『紫明抄』、『原中最秘抄』といった京都を遠く離れた鎌倉を中心に活動した河内方によって作られた注釈書が主流になる。現在では河内方のもの以外にも『雪月抄』や『幻中類林』（『光源氏物語本事』）といった『源氏物語』の注釈書が存在したことが知られているが、これら河内方以外の注釈書は『河海抄』や『花鳥余情』などこれに続く室町時代の注釈書において言及されることがほとんど無い。
- 巣守、桜人、狭筵、法の師といった現行の54帖以外の巻への言及がしばしばあること。

#### 古注に含まれる注釈書
一般的には以下のような注釈書が「古注」であるとされている。
- 『源氏釈』
- 『奥入』
- 『水原抄』
- 『紫明抄』
- 『異本紫明抄』
- 『原中最秘抄』
- 『弘安源氏論議』
- 『河海抄』

上記の他に同じ時期に以下のような注釈書が書かれたことがわかっているがこれ以後の注釈書にほとんど引用されていないため古注には含めないこともある。
- 『雪月抄』
- 『幻中類林』（光源氏物語本事）